# Fort de Suarlée
Le fort de Suarlée est l'un des neuf forts construits entre 1888 et 1891 autour de Namur en Belgique conjointement à ceux de Liège afin de défendre la neutralité du pays contre les velléités françaises ou allemandes qui étaient susceptibles d'emprunter la vallée de la Meuse pour s'envahir. Tous ces forts ont été conçus par le général Henri Alexis Brialmont et mettent en œuvre un béton non armé, matériau assez novateur à l'époque, et pas totalement maitrisé (présentant notamment des défauts de continuité entre les couches successives de béton). Il est positionné au nord-ouest de la ville, entre les entités de Suarlée, Rhisnes et Saint-Servais (beau vallon).
Les forts de Brialmont adoptaient tous une forme polygonale élémentaire afin de simplifier la défense de leurs fossés (contrairement aux sites bastillonnés du style Vauban). Suarlée a donc une forme triangulaire à base concave. Il est l'un des plus grands ouvrages en superficie, notamment parce qu'il était l'ouvrage-école du Régiment de Forteresse de Namur.

## Situation

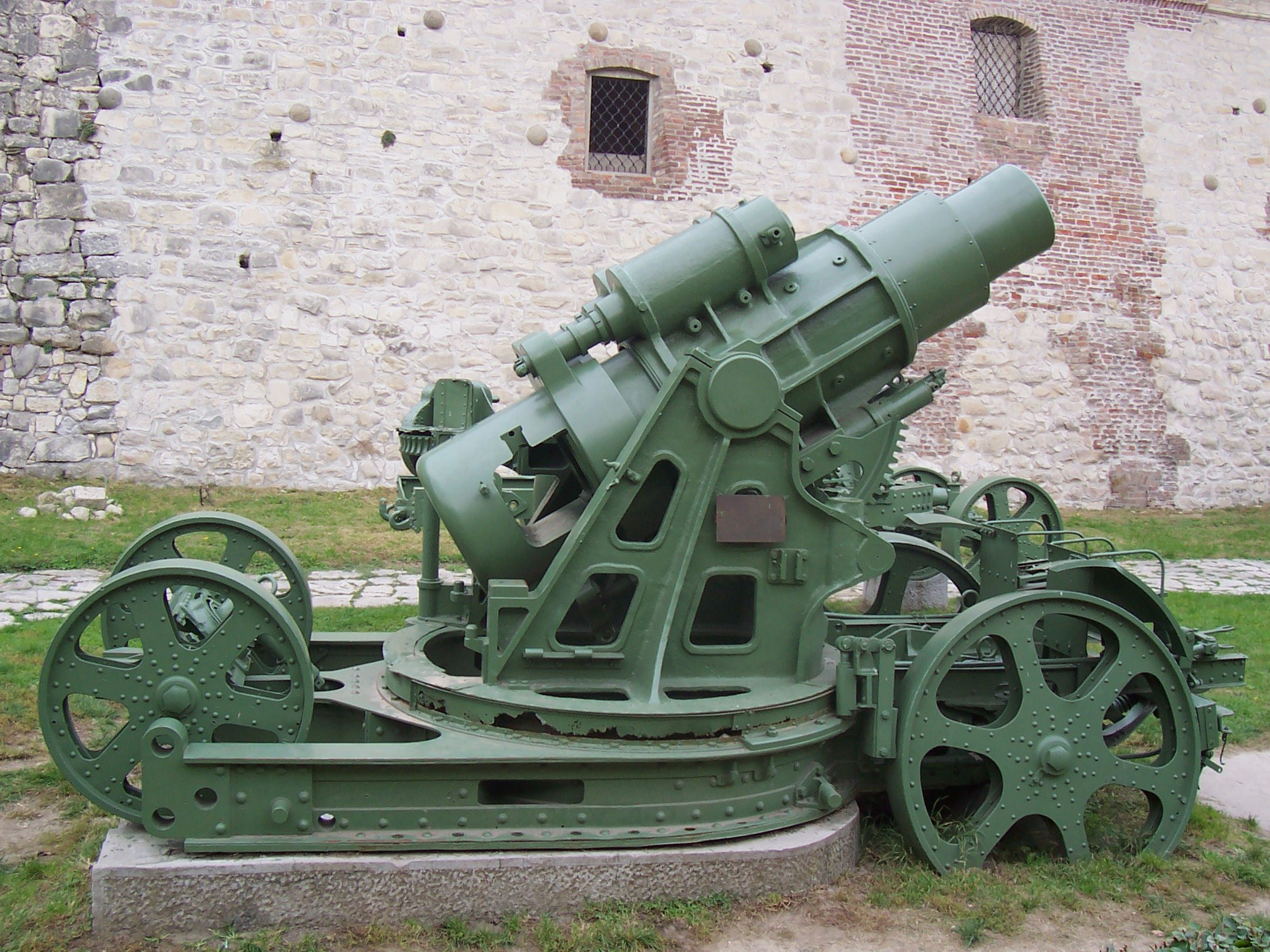
Obusier Autrichien Škoda de 305 mm. Photo prise au musée militaire de Belgrade.

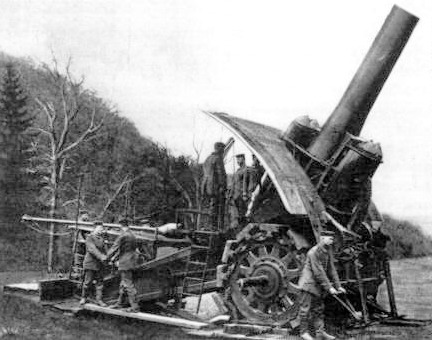
Obusier allemand Krupp de 420 mm type M "Grosse Bertha" en action. Document d'époque, à la localisation inconnue.

### Première guerre mondiale
Orienté à l'ouest, le fort n'était pas en première ligne face à la progression allemande. En 1914, l'armée allemande avait appris du siège de Liège qu'assaillir les forts Belges était couteux en vies alors que l'artillerie de gros calibre pouvait aisément bombarder les ouvrages en étant hors de portée de leur armement. Le fort est donc bombardé du 20 au 25 aout, avec l'entrée en piste le 23/08 des obusiers de 420 mm type M "grosse bertha" et des obusiers austro-hongrois Škoda de 305 mm.
Les forts de Liège sont déjà tombés et les troupes allemandes déferlent sur Namur par l'Est, le 21 août 1914. Les forts namurois sont bombardés sans discontinuer pendant plusieurs jours. Le dernier à tomber sera celui de Suarlée. Les tourelles ont été détruites et les soldats sont retranchés dans les gravats et la fumée épaisse des bombardements,.
Le commandant Moisse souhaite se rendre estimant que le sacrifice de ses hommes serait vain. Il charge alors l'aumônier, le Père Agnello d'aller au devant de l'ennemi pour proposer une reddition sans condition. Ayant revêtu son aube sacerdotale et tenant à deux mains au-dessus de sa tête un calice, il traverse les gravats, la fumée et la mitraille pour établir le contact avec les Allemands. Ceux-ci s'emparent de lui en lui pointant un revolver sur la poitrine,.
Ils lui donnent deux minutes pour revenir avec le Commandant du fort. Le père Agnello refait en sens inverse le chemin et revient avec son commandant qui remet son sabre en guise de reddition. Les soldats allemands sont stupéfaits par le comportement et la bravoure de ces soldats. Ils font une haie d'honneur lorsque les prisonniers sortent du fort pour se rendre et rendent même son sabre au commandant Moisse. L'aumonier sera décoré après guerre pour son acte héroïque qui permit de sauver de nombreuses vies,.
Par la suite, le fort fut sommairement réparés et réarmé par l'occupant qui y installa notamment l'électricité.

### Seconde guerre mondiale
Parmi les 9 forts entourant Namur, 7 furent réarmés dans les années 1930 parmi lesquels Suarlée. Les travaux consistèrent à améliorer la viabilité de la garnison et à mettre à niveau l'armement et le blindage, soit...
- la construction d'une prise d'air au sommet d'une tour située à 900 mètres en arrière du fort. Cette tour devait permettre de prélever de l'air sain au-dessus des éventuelles nappes de gaz de combat et était associée à de puissants ventilateurs capables d'assurer une mise en surpression du fort (afin d'éviter l'infiltration de gaz nocifs). Elle constituait aussi un poste d'observation et un point d'accès secondaire pour les troupes (le conduit de ventilation était à taille humaine et comportait plusieurs niches défensives permettant de combattre une intrusion ennemie). Très visible, cette tour était construite en béton armé et défendue par plusieurs mitrailleuses et lance grenades situées en hauteur ainsi qu'à la porte d'accès.
- l'amélioration de la résistance du bâti par un armement en tôles galvanisées ondulées (des entreprises Jowa) et des renforcements en béton armé
- L'enfouissement des magasins à poudre et du local de rassemblement (dit quadrilatère) par creusement sous l'édifice original et comblement des locaux rendu inutiles (à Suarlée l’enfouissent fut limité à une dizaine de mètres en raison de la forte humidité du terrain).
- le déplacement dans le massif central (escarpe) de commodités indispensables à la tenue d'un siège (boulangerie, sanitaires...) qui s'étaient trouvées difficiles d'accès durant le siège de 1914.

Plus spécifiquement, le fort fut doté de batteries anti-aériennes.
- Le Fort de Suarlée, en mai 1940, était commandé par le capitaine-commandant Tislair avec environ 250 hommes. Le fort a été attaqué par les airs les 10, 11 et 12. L'attaque aérienne a repris le 15, avec le tir des canons antichars allemands. Le 16, Suarlée soutenait le fort de Marchovelette avec des tirs d'artillerie. La tour de ventilation de Suarlée a été attaquée par l'infanterie les 16 et 17. Le fort principal fut attaqué par l'infanterie dans la nuit du 17. Le 18, il y a eu une autre attaque aérienne, frappant quatre canons de 75 mm et la tourelle de mitrailleuse. Plus de bombardements suivirent le 19, et après une défense héroïque  le fort se rendit.

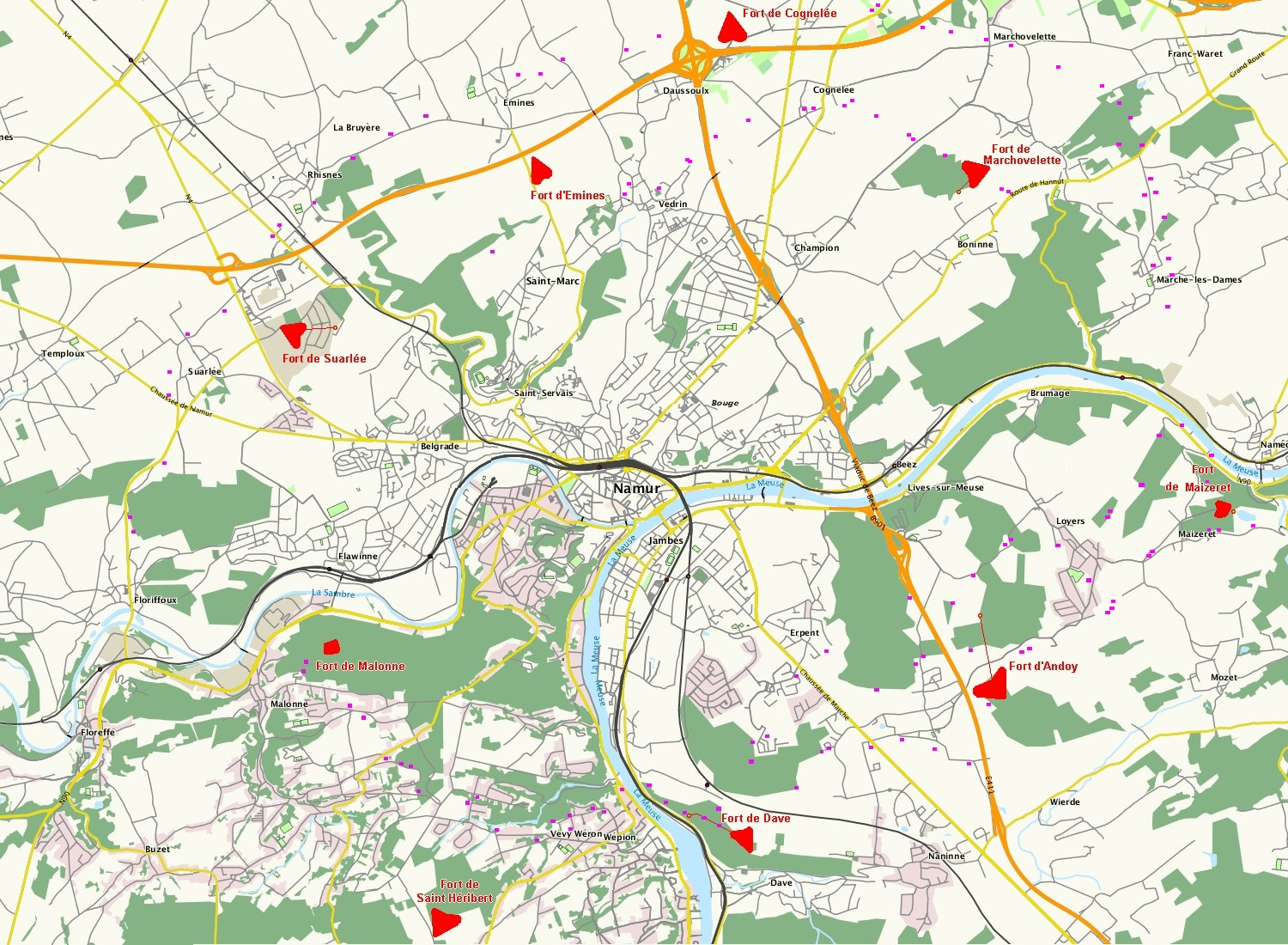
Vue d'ensemble de la position fortifiée de Namur

### Situation actuelle
Comme l'ensemble des forts de Namur, sauf celui de St Héribert, il ne fait pas l'objet d'une mise en valeur muséale. Boisé, il a été un temps utilisé comme terrain de chasse et a fait l'objet d'essai d'explosifs par le Génie de Jambes qui l'ont considérablement dégradé, de même que le démontage de nombreux équipements métalliques. Les deux fossés de tête (Saillants II et III) seront comblés avec du tout venant pour des motifs ambigus. Isolé et dépourvu de sécurisation de ses accès, il a subi le vandalisme et le passage régulier de groupuscules d'extrême droite.
En 2011, les terres agricoles avoisinantes ont été converties en vue de l'extension du zoning Ecolys de Rhisnes. Malgré l'état du fort, ces nouvelles infrastructures contournent le périmètre de l'ouvrage. 
À l'été 2016, de gros travaux d'élagage et de dépollution ont été entrepris. Début novembre, le chemin entourant le fort a été élargi et une clôture de sécurité entoure désormais l'ensemble (marqué "Propriété privée - Défense d'entrer"). Les extérieurs du fort sont en effet utilisés comme piste d'essai de véhicules 4x4. Des rampes ont été notamment aménagées en divers endroits pour passer des fossés au terre plein central.